# Masters de 2010
El Masters de 2010 (conocido en inglés y por motivos de patrocinio como 2010 PokerStars.com Masters) fue un torneo de snooker, profesional y de invitación, que se celebró entre el 10 y el 17 de enero en el Wembley Arena de la ciudad inglesa de Londres. Fue la trigésima quinta edición del Masters, organizado por primera vez en 1975, y la segunda cita de la temporada 2009-10 de las tres que componen la Triple Corona, después del Campeonato del Reino Unido de 2009 y sucedida por el Campeonato Mundial de Snooker de 2010. Mark Selby, que se impuso (10-9) a Ronnie O'Sullivan en la final, se proclamó campeón del torneo por segunda vez.

## Resultados

### Tarjeta de invitación
Hubo una ronda previa en la que cuatro jugadores se disputaron dos tarjetas de invitación, con los siguientes resultados:
|               | Resultado |             |
| ------------- | --------- | ----------- |
| Mark Williams | 6-2       | Rory McLeod |
| Mark King     | 6-2       | Jimmy White |

### Cuadro de la fase final
Entre paréntesis, se indica el puesto en el que accedieron al torneo los jugadores que llegaron al Alexandra Palace. Recalcado en negrita figura el ganador de cada partido:
|  | primera ronda (mejor de 11) | primera ronda (mejor de 11) |                       |   | cuartos de final (mejor de 11) | cuartos de final (mejor de 11) |  |  | semifinales (mejor de 11) | semifinales (mejor de 11) |  |  | final (mejor de 19) | final (mejor de 19) |
|  |                             |                             |                       |   |                                |                                |  |  |                           |                           |  |  |                     |                     |
|  |                             |                             |                       |   |                                |                                |  |  |                           |                           |  |  |                     |                     |
|  |                             |                             |                       |   |                                |                                |  |  |                           |                           |  |  |                     |                     |
|  | Ronnie O'Sullivan (1)       | 6                           |                       |   |                                |                                |  |  |                           |                           |  |  |                     |                     |
|  | Ronnie O'Sullivan (1)       | 6                           |                       |   |                                |                                |  |  |                           |                           |  |  |                     |                     |
|  | Neil Robertson (9)          | 4                           |                       |   |                                |                                |  |  |                           |                           |  |  |                     |                     |
|  | Neil Robertson (9)          | 4                           | Ronnie O'Sullivan (1) | 6 |                                |                                |  |  |                           |                           |  |  |                     |                     |
|  |                             |                             | Ronnie O'Sullivan (1) | 6 |                                |                                |  |  |                           |                           |  |  |                     |                     |
|  |                             | Peter Ebdon (14)            | 3                     |   |                                |                                |  |  |                           |                           |  |  |                     |                     |
|  | Marco Fu (8)                | Peter Ebdon (14)            | 3                     | 2 |                                |                                |  |  |                           |                           |  |  |                     |                     |
|  | Marco Fu (8)                |                             |                       | 2 |                                |                                |  |  |                           |                           |  |  |                     |                     |
|  | Peter Ebdon (14)            | 6                           |                       |   |                                |                                |  |  |                           |                           |  |  |                     |                     |
|  | Peter Ebdon (14)            | 6                           | Ronnie O'Sullivan (1) | 6 |                                |                                |  |  |                           |                           |  |  |                     |                     |
|  |                             |                             | Ronnie O'Sullivan (1) | 6 |                                |                                |  |  |                           |                           |  |  |                     |                     |
|  |                             | Mark Williams (15)          | 5                     |   |                                |                                |  |  |                           |                           |  |  |                     |                     |
|  | Ali Carter (5)              | Mark Williams (15)          | 5                     | 3 |                                |                                |  |  |                           |                           |  |  |                     |                     |
|  | Ali Carter (5)              |                             |                       | 3 |                                |                                |  |  |                           |                           |  |  |                     |                     |
|  | Mark Williams (15)          | 6                           |                       |   |                                |                                |  |  |                           |                           |  |  |                     |                     |
|  | Mark Williams (15)          | 6                           | Mark Williams (15)    | 6 |                                |                                |  |  |                           |                           |  |  |                     |                     |
|  |                             |                             | Mark Williams (15)    | 6 |                                |                                |  |  |                           |                           |  |  |                     |                     |
|  |                             | Shaun Murphy (4)            | 4                     |   |                                |                                |  |  |                           |                           |  |  |                     |                     |
|  | Shaun Murphy (4)            | Shaun Murphy (4)            | 4                     | 6 |                                |                                |  |  |                           |                           |  |  |                     |                     |
|  | Shaun Murphy (4)            |                             |                       | 6 |                                |                                |  |  |                           |                           |  |  |                     |                     |
|  | Stephen Hendry (10)         | 4                           |                       |   |                                |                                |  |  |                           |                           |  |  |                     |                     |
|  | Stephen Hendry (10)         | 4                           | Ronnie O'Sullivan (1) | 9 |                                |                                |  |  |                           |                           |  |  |                     |                     |
|  |                             |                             | Ronnie O'Sullivan (1) | 9 |                                |                                |  |  |                           |                           |  |  |                     |                     |
|  |                             | Mark Selby (7)              | 10                    |   |                                |                                |  |  |                           |                           |  |  |                     |                     |
|  | Stephen Maguire (3)         | Mark Selby (7)              | 10                    | 6 |                                |                                |  |  |                           |                           |  |  |                     |                     |
|  | Stephen Maguire (3)         |                             |                       | 6 |                                |                                |  |  |                           |                           |  |  |                     |                     |
|  | Mark King (16)              | 3                           |                       |   |                                |                                |  |  |                           |                           |  |  |                     |                     |
|  | Mark King (16)              | 3                           | Stephen Maguire (3)   | 6 |                                |                                |  |  |                           |                           |  |  |                     |                     |
|  |                             |                             | Stephen Maguire (3)   | 6 |                                |                                |  |  |                           |                           |  |  |                     |                     |
|  |                             | Ryan Day (6)                | 1                     |   |                                |                                |  |  |                           |                           |  |  |                     |                     |
|  | Ryan Day (6)                | Ryan Day (6)                | 1                     | 6 |                                |                                |  |  |                           |                           |  |  |                     |                     |
|  | Ryan Day (6)                |                             |                       | 6 |                                |                                |  |  |                           |                           |  |  |                     |                     |
|  | Joe Perry (12)              | 0                           |                       |   |                                |                                |  |  |                           |                           |  |  |                     |                     |
|  | Joe Perry (12)              | 0                           | Stephen Maguire (3)   | 3 |                                |                                |  |  |                           |                           |  |  |                     |                     |
|  |                             |                             | Stephen Maguire (3)   | 3 |                                |                                |  |  |                           |                           |  |  |                     |                     |
|  |                             | Mark Selby (7)              | 6                     |   |                                |                                |  |  |                           |                           |  |  |                     |                     |
|  | Mark Selby (7)              | Mark Selby (7)              | 6                     | 6 |                                |                                |  |  |                           |                           |  |  |                     |                     |
|  | Mark Selby (7)              |                             |                       | 6 |                                |                                |  |  |                           |                           |  |  |                     |                     |
|  | Ding Junhui (13)            | 1                           |                       |   |                                |                                |  |  |                           |                           |  |  |                     |                     |
|  | Ding Junhui (13)            | 1                           | Mark Selby (7)        | 6 |                                |                                |  |  |                           |                           |  |  |                     |                     |
|  |                             |                             | Mark Selby (7)        | 6 |                                |                                |  |  |                           |                           |  |  |                     |                     |
|  |                             | Mark Allen (11)             | 5                     |   |                                |                                |  |  |                           |                           |  |  |                     |                     |
|  | John Higgins (2)            | Mark Allen (11)             | 5                     | 3 |                                |                                |  |  |                           |                           |  |  |                     |                     |
|  | John Higgins (2)            |                             |                       | 3 |                                |                                |  |  |                           |                           |  |  |                     |                     |
|  | Mark Allen (11)             | 6                           |                       |   |                                |                                |  |  |                           |                           |  |  |                     |                     |
|  | Mark Allen (11)             | 6                           |                       |   |                                |                                |  |  |                           |                           |  |  |                     |                     |

## Centenas
Los jugadores consiguieron amasar un total de veinte centenas durante el torneo. La más alta, de 140, fue obra de Stephen Maguire. Así se distribuyeron:
- 140, 121 — Stephen Maguire
- 140, 101 — Neil Robertson
- 132, 107, 102 — Mark Williams
- 129, 112, 109 — Mark Selby
- 122, 114, 106, 106, 101 — Ronnie O'Sullivan
- 114, 104 — Stephen Hendry
- 114 — Mark Allen
- 106, 100 — Shaun Murphy

### Rondas clasificatorias
En las rondas clasificatorias se consiguieron doce centenas.
- 137 — Barry Pinches
- 125 — Judd Trump
- 120 — Bjorn Haneveer
- 118 — Matthew Selt
- 116 — Jimmy White
- 111, 109 — Anthony Hamilton
- 107, 100 — Jamie Burnett
- 106 — David Gray
- 105 — Rory McLeod
- 100 — Robert Milkins